# Onzième circonscription du Nord
La onzième circonscription du Nord est l'une des 21 circonscriptions législatives françaises que compte le département du Nord. Elle est représentée durant la XVIe législature par le député Roger Vicot (SOC) depuis le 22 juin 2022.

## Description géographique et démographique

### De 1958 à 1986
À la suite de l'ordonnance no 58-945 du 13 octobre 1958 relative à l'élection des députés à l'assemblée nationale, la onzième circonscription du Nord était créée et regroupait les divisions administratives suivantes : 
- canton de Dunkerque-Est
- canton de Dunkerque-Ouest
- canton de Gravelines[1].

### De 1988 à 2010
Par la loi no 86-1197 du 24 novembre 1986
 de découpage électoral, la circonscription regroupait les divisions administratives suivantes : 
- canton d'Armentières
- canton de La Bassée
- canton de Lomme.

### Depuis 2010
À la suite de l'ordonnance no 2009-935 du 29 juillet 2009, ratifiée par le Parlement français le 21 janvier 2010, est composée des divisions administratives suivantes : 
- canton d'Armentières
- canton de Lille-Sud-Ouest
- canton de Lomme.

Lors du recensement général de la population en 1999, réalisé par l'Institut national de la statistique et des études économiques (INSEE), la population totale de cette circonscription est estimée à 117 681 habitants,.

La onzième circonscription en 1958.
La onzième circonscription en 1986.
La onzième circonscription en 2010.

### Pyramide des âges
| Hommes | Classe d’âge   | Femmes |
| ------ | -------------- | ------ |
| 5      | 65 ans et plus | 9      |
| 30     | 20 à 64 ans    | 31     |
| 12     | 0 à 19 ans     | 12     |

### Catégorie socio-professionnelle
Répartition de la population active par catégorie socio-professionnelle en 2013
| Agriculteurs | Artisans, commerçants, chefs d'entreprise | Cadres, professions intellectuelles | Professions intermédiaires | Employés | Ouvriers | Retraités | Autres |
| ------------ | ----------------------------------------- | ----------------------------------- | -------------------------- | -------- | -------- | --------- | ------ |
| 0,2 %        | 2,2 %                                     | 9,6 %                               | 14,8 %                     | 16,4 %   | 11,8 %   | 20,1 %    | 24,8 % |

## Historique des députations
| Législature | Début de mandat | Fin de mandat   | Député                | Parti politique | Observations |
| ----------- | --------------- | --------------- | --------------------- | --------------- | --- |
| Ire         | 9 décembre 1958 | 9 octobre 1962  | Albert Denvers        | SFIO            | Mandat écourté à la suite d'une dissolution parlementaire décidée par Charles de Gaulle.                                     |
| IIe         | 6 décembre 1962 | 2 avril 1967    | Albert Denvers        | SFIO            | |
| IIIe        | 3 avril 1967    | 30 mai 1968     | Albert Denvers        | SFIO            | Mandat écourté à la suite d'une dissolution parlementaire décidée par Charles de Gaulle.                                     |
| IVe         | 11 juillet 1968 | 1er avril 1973  | Albert Denvers        | SFIO            | |
| Ve          | 2 avril 1973    | 2 avril 1978    | Albert Denvers        | SFIO            | |
| VIe         | 3 avril 1978    | 22 mai 1981     | Albert Denvers        | PS              | Mandat écourté à la suite d'une dissolution parlementaire décidée par François Mitterrand.                                   |
| VIIe        | 2 juillet 1981  | 1er avril 1986  | Albert Denvers        | PS              | |
| IXe         | 23 juin 1988    | 1er avril 1993  | Yves Durand           | PS              | |
| Xe          | 2 avril 1993    | 21 avril 1997   | Françoise Hostalier,  | UDF,            | Nommée au Gouvernement le 18 juin 1995 Mandat écourté à la suite d'une dissolution parlementaire décidée par Jacques Chirac. |
| XIe         | 12 juin 1997    | 18 juin 2002    | Yves Durand           | PS              | |
| XIIe        | 19 juin 2002    | 19 juin 2007    | Yves Durand,          | PS,             | |
| XIIIe       | 20 juin 2007    | 19 juin 2012    | Yves Durand,          | PS,             | |
| XIVe        | 20 juin 2012    | 20 juin 2017    | Yves Durand           | PS              | |
| XVe         | 21 juin 2017    | 17 janvier 2020 | Laurent Pietraszewski | LREM            | Nommé dans le second gouvernement Édouard Philippe.                                                                          |
| XVe         | 18 janvier 2020 | 21 juin 2022    | Florence Morlighem    | LREM            | Nommé dans le second gouvernement Édouard Philippe.                                                                          |
| XVIe        | 22 juin 2022    | 9 juin 2024     | Roger Vicot           | PS              | Mandat écourté à la suite d'une dissolution parlementaire décidée par Emmanuel Macron.                                       |
| XVIIe       | 8 juillet 2024  | En cours        | Roger Vicot           | PS              | |

## Historique des élections

### Élections de 1958
| Candidat       | Candidat           | Parti          | Premier tour | Premier tour | Second tour | Second tour |  |
| Candidat       | Candidat           | Parti          | Voix         | %            | Voix        | %           |  |
| -------------- | ------------------ | -------------- | ------------ | ------------ | ----------- | ----------- |  |
|                | Albert Denvers élu | SFIO           | 24 445       | 40           | 28 540      | 46,83       |  |
|                | Paul Morel         | UNR            | 14 625       | 23,93        | 22 992      | 37,72       |  |
|                | André Pierrard     | PCF            | 10 142       | 16,59        | 9 416       | 15,45       |  |
|                | Paul Asseman       | PSA            | 7 977        | 13,05        | Retrait     | Retrait     |  |
|                | Lucien Maillart    | MRP            | 3 931        | 6,43         | Retrait     | Retrait     |  |
|                |                    |                |              |              |             |             |  |
| Inscrits       | Inscrits           | Inscrits       | 75 694       | 100,00       | 75 693      | 100,00      |  |
| Abstentions    | Abstentions        | Abstentions    | 13 742       | 18,15        | 14 023      | 18,53       |  |
| Votants        | Votants            | Votants        | 61 952       | 81,85        | 61 670      | 81,47       |  |
| Blancs et nuls | Blancs et nuls     | Blancs et nuls | 832          | 1,34         | 722         | 1,17        |  |
| Exprimés       | Exprimés           | Exprimés       | 61 120       | 98,66        | 60 948      | 98,83       |  |

Maurice Mollet, conseiller général, maire de Coudekerque-Branche, était le suppléant d'Albert Denvers.

### Élections de 1962
| Candidat       | Candidat                     | Parti          | Premier tour | Premier tour | Second tour | Second tour |  |
| Candidat       | Candidat                     | Parti          | Voix         | %            | Voix        | %           |  |
| -------------- | ---------------------------- | -------------- | ------------ | ------------ | ----------- | ----------- |  |
|                | Albert Denvers sortant réélu | SFIO           | 26 306       | 44,92        | 35 689      | 59,03       |  |
|                | Paul Waucquier               | UNR-UDT        | 18 920       | 32,3         | 24 767      | 40,97       |  |
|                | Gaston Tirmarche             | PCF            | 9 853        | 16,82        | Retrait     | Retrait     |  |
|                | Pierre Ziegler               | MRP            | 3 489        | 5,96         | Retrait     | Retrait     |  |
|                |                              |                |              |              |             |             |  |
| Inscrits       | Inscrits                     | Inscrits       | 80 068       | 100,00       | 80 069      | 100,00      |  |
| Abstentions    | Abstentions                  | Abstentions    | 20 408       | 25,49        | 18 232      | 22,77       |  |
| Votants        | Votants                      | Votants        | 59 660       | 74,51        | 61 837      | 77,23       |  |
| Blancs et nuls | Blancs et nuls               | Blancs et nuls | 1 092        | 1,83         | 1 381       | 2,23        |  |
| Exprimés       | Exprimés                     | Exprimés       | 58 568       | 98,17        | 60 456      | 97,77       |  |

Maurice Mollet était le suppléant d'Albert Denvers.

### Élections de 1967
| Candidat       | Candidat                     | Parti          | Premier tour | Premier tour | Second tour | Second tour |  |
| Candidat       | Candidat                     | Parti          | Voix         | %            | Voix        | %           |  |
| -------------- | ---------------------------- | -------------- | ------------ | ------------ | ----------- | ----------- |  |
|                | Albert Denvers sortant réélu | SFIO (FGDS)    | 31 397       | 43,14        | 45 054      | 61,99       |  |
|                | Claude Prouvoyeur            | UD-Ve          | 25 658       | 35,25        | 27 624      | 38,01       |  |
|                | Marcel Ducrocq               | PCF            | 12 136       | 16,67        | Retrait     | Retrait     |  |
|                | Guy Lécluse                  | CD (PDM)       | 2 467        | 3,39         |             |             |  |
|                | Maurice Cousein              | ARLP           | 1 129        | 1,55         |             |             |  |
|                |                              |                |              |              |             |             |  |
| Inscrits       | Inscrits                     | Inscrits       | 87 969       | 100,00       | 87 957      | 100,00      |  |
| Abstentions    | Abstentions                  | Abstentions    | 14 164       | 16,1         | 14 068      | 15,99       |  |
| Votants        | Votants                      | Votants        | 73 805       | 83,9         | 73 889      | 84,01       |  |
| Blancs et nuls | Blancs et nuls               | Blancs et nuls | 1 018        | 1,38         | 1 211       | 1,64        |  |
| Exprimés       | Exprimés                     | Exprimés       | 72 787       | 98,62        | 72 678      | 98,36       |  |

Jacques Collache, maire de Rosendaël, était le suppléant d'Albert Denvers.

### Élections de 1968[32]
| Candidat       | Candidat                     | Parti          | Premier tour | Premier tour | Second tour | Second tour |  |
| Candidat       | Candidat                     | Parti          | Voix         | %            | Voix        | %           |  |
| -------------- | ---------------------------- | -------------- | ------------ | ------------ | ----------- | ----------- |  |
|                | Franck Borotra               | UDR (URP)      | 29 058       | 40,35        | 33 163      | 46,76       |  |
|                | Albert Denvers sortant réélu | SFIO (FGDS)    | 28 095       | 39,01        | 37 757      | 53,24       |  |
|                | Gérard Ehlers                | PCF            | 10 045       | 13,95        | Retrait     | Retrait     |  |
|                | Guy Lécluse                  | CD (PDM)       | 3 357        | 4,66         |             |             |  |
|                | André Braule                 | PSU            | 1 468        | 2,04         |             |             |  |
|                |                              |                |              |              |             |             |  |
| Inscrits       | Inscrits                     | Inscrits       | 88 290       | 100,00       | 88 289      | 100,00      |  |
| Abstentions    | Abstentions                  | Abstentions    | 15 550       | 17,61        | 16 500      | 18,69       |  |
| Votants        | Votants                      | Votants        | 72 740       | 82,39        | 71 789      | 81,31       |  |
| Blancs et nuls | Blancs et nuls               | Blancs et nuls | 717          | 0,99         | 869         | 1,21        |  |
| Exprimés       | Exprimés                     | Exprimés       | 72 023       | 99,01        | 70 920      | 98,79       |  |

Jacques Collache était le suppléant d'Albert Denvers.

### Élections de 1973
| Candidat       | Candidat                     | Parti               | Premier tour | Premier tour | Second tour | Second tour |  |
| Candidat       | Candidat                     | Parti               | Voix         | %            | Voix        | %           |  |
| -------------- | ---------------------------- | ------------------- | ------------ | ------------ | ----------- | ----------- |  |
|                | Albert Denvers sortant réélu | PS (UGSD)           | 29 143       | 36,88        | 44 983      | 57,21       |  |
|                | Claude Prouvoyeur            | Divers droite (URP) | 25 935       | 32,82        | 33 642      | 42,79       |  |
|                | Gérard Ehlers                | PCF                 | 12 917       | 16,35        | Retrait     | Retrait     |  |
|                | Guy Lécluse                  | CD (MR)             | 4 160        | 5,26         |             |             |  |
|                | Bernard Phelippeau           | Divers droite       | 3 349        | 4,24         |             |             |  |
|                | Jean Six                     | LO                  | 2 011        | 2,54         |             |             |  |
|                | Pierre-Jean Baret            | PSU                 | 1 510        | 1,91         |             |             |  |
|                |                              |                     |              |              |             |             |  |
| Inscrits       | Inscrits                     | Inscrits            | 97 790       | 100,00       | 97 774      | 100,00      |  |
| Abstentions    | Abstentions                  | Abstentions         | 17 266       | 17,66        | 17 546      | 17,95       |  |
| Votants        | Votants                      | Votants             | 80 524       | 82,34        | 80 228      | 82,05       |  |
| Blancs et nuls | Blancs et nuls               | Blancs et nuls      | 1 499        | 1,86         | 1 603       | 2           |  |
| Exprimés       | Exprimés                     | Exprimés            | 79 025       | 98,14        | 78 625      | 98          |  |

Jacques Bialski, cadre, était le suppléant d'Albert Denvers.

### Élections de 1978
| Candidat       | Candidat                     | Parti             | Premier tour | Premier tour | Second tour | Second tour |  |
| Candidat       | Candidat                     | Parti             | Voix         | %            | Voix        | %           |  |
| -------------- | ---------------------------- | ----------------- | ------------ | ------------ | ----------- | ----------- |  |
|                | Albert Denvers sortant réélu | PS                | 36 404       | 36,98        | 58 118      | 58,55       |  |
|                | Claude Prouvoyeur            | Divers droite     | 36 321       | 36,9         | 41 138      | 41,45       |  |
|                | Maurice Pierron              | PCF               | 16 773       | 17,04        | Retrait     | Retrait     |  |
|                | Dominique Martin             | Écologie 78       | 3 281        | 3,33         |             |             |  |
|                | Jean Six                     | LO                | 1 731        | 1,76         |             |             |  |
|                | Jean-Pierre Duyck            | PSD               | 1 212        | 1,23         |             |             |  |
|                | Alain Delbecq                | MDD               | 863          | 0,88         |             |             |  |
|                | Chantal Lamouroux            | Divers écologiste | 818          | 0,83         |             |             |  |
|                | Josette Édonel               | OCT               | 582          | 0,59         |             |             |  |
|                | Laurent Grisel               | UOPDP             | 280          | 0,28         |             |             |  |
|                | Yves Labillois               | FN                | 221          | 0,22         |             |             |  |
|                |                              |                   |              |              |             |             |  |
| Inscrits       | Inscrits                     | Inscrits          | 119 603      | 100,00       | 119 604     | 100,00      |  |
| Abstentions    | Abstentions                  | Abstentions       | 19 231       | 16,08        | 18 383      | 15,37       |  |
| Votants        | Votants                      | Votants           | 100 372      | 83,92        | 101 221     | 84,63       |  |
| Blancs et nuls | Blancs et nuls               | Blancs et nuls    | 1 936        | 1,93         | 1 965       | 1,94        |  |
| Exprimés       | Exprimés                     | Exprimés          | 98 436       | 98,07        | 99 256      | 98,06       |  |

Gaston Tirmarche, conseiller général, maire de Saint-Pol-sur-Mer, était le suppléant d'Albert Denvers.

### Élections de 1981
|                | Albert Denvers sortant réélu | PS                | 45 888  | 52,87  |  |  |  |
|                | Louis Dewerdt                | UDF (PR)          | 25 265  | 29,11  |  |  |  |
|                | Jacques Michon               | PCF               | 9 914   | 11,42  |  |  |  |
|                | Pierre Étienne Vanpouille    | Divers écologiste | 4 052   | 4,67   |  |  |  |
|                | Josiane Dubois               | LO                | 1 124   | 1,29   |  |  |  |
|                | Daniel Billiau               | Divers gauche     | 544     | 0,62   |  |  |  |
|                |                              |                   |         |        |  |  |  |
| Inscrits       | Inscrits                     | Inscrits          | 123 749 | 100,00 |  |  |  |
| Abstentions    | Abstentions                  | Abstentions       | 35 659  | 28,82  |  |  |  |
| Votants        | Votants                      | Votants           | 88 090  | 71,18  |  |  |  |
| Blancs et nuls | Blancs et nuls               | Blancs et nuls    | 1 303   | 1,48   |  |  |  |
| Exprimés       | Exprimés                     | Exprimés          | 86 787  | 98,52  |  |  |  |

Gaston Tirmarche était le suppléant d'Albert Denvers.

### Élections de 1988
| Candidat       | Candidat            | Parti          | Premier tour | Premier tour | Second tour | Second tour |  |
| Candidat       | Candidat            | Parti          | Voix         | %            | Voix        | %           |  |
| -------------- | ------------------- | -------------- | ------------ | ------------ | ----------- | ----------- |  |
|                | Yves Durand élu     | PS             | 22 950       | 44,08        | 31 675      | 58,7        |  |
|                | Georges Brice       | RPR (URC)      | 15 631       | 30,02        | 22 285      | 41,3        |  |
|                | Pierre Demessine    | PCF            | 5 826        | 11,19        |             |             |  |
|                | Jean-Jacques Jouret | FN             | 5 320        | 10,22        |             |             |  |
|                | Jean Crinon         | Divers droite  | 1 770        | 3,4          |             |             |  |
|                | Jimmy Deroo         | Divers droite  | 571          | 1,1          |             |             |  |
|                |                     |                |              |              |             |             |  |
| Inscrits       | Inscrits            | Inscrits       | 76 793       | 100,00       | 76 787      | 100,00      |  |
| Abstentions    | Abstentions         | Abstentions    | 23 130       | 30,12        | 20 726      | 26,99       |  |
| Votants        | Votants             | Votants        | 53 663       | 69,88        | 56 061      | 73,01       |  |
| Blancs et nuls | Blancs et nuls      | Blancs et nuls | 1 595        | 2,97         | 2 101       | 3,75        |  |
| Exprimés       | Exprimés            | Exprimés       | 52 068       | 97,03        | 53 960      | 96,25       |  |

Le suppléant d'Yves Durand était Claude Hujeux, premier adjoint au maire d'Armentières.

### Élections de 1993
| Candidat       | Candidat                 | Parti          | Premier tour | Premier tour | Second tour | Second tour |  |
| Candidat       | Candidat                 | Parti          | Voix         | %            | Voix        | %           |  |
| -------------- | ------------------------ | -------------- | ------------ | ------------ | ----------- | ----------- |  |
|                | Yves Durand sortant      | PS (ADFP)      | 14 358       | 26,6         | 25 707      | 48,76       |  |
|                | Françoise Hostalier élue | UDF (PR)       | 10 212       | 18,92        | 27 015      | 51,24       |  |
|                | Georges Brice            | RPR            | 8 715        | 16,14        |             |             |  |
|                | Christophe Masselis      | FN             | 8 192        | 15,18        |             |             |  |
|                | Pierre Demessine         | PCF            | 4 844        | 8,97         |             |             |  |
|                | Philippe Buisine         | Les Verts (EÉ) | 4 022        | 7,45         |             |             |  |
|                | Nicole Mieloch           | LT-LNÉ         | 2 414        | 4,47         |             |             |  |
|                | Gérard Délimard          | LO             | 1 223        | 2,27         |             |             |  |
|                |                          |                |              |              |             |             |  |
| Inscrits       | Inscrits                 | Inscrits       | 78 985       | 100,00       | 78 984      | 100,00      |  |
| Abstentions    | Abstentions              | Abstentions    | 21 706       | 27,48        | 21 847      | 27,66       |  |
| Votants        | Votants                  | Votants        | 57 279       | 72,52        | 57 137      | 72,34       |  |
| Blancs et nuls | Blancs et nuls           | Blancs et nuls | 3 299        | 5,76         | 4 415       | 7,73        |  |
| Exprimés       | Exprimés                 | Exprimés       | 53 980       | 94,24        | 52 722      | 92,27       |  |

Le Docteur Michel Dessaint, conseiller municipal de La Bassée était le suppléant de Françoise Hostalier.
Du 19 juin 1995 au 20 avril 1997, Michel Dessaint remplaça Françoise Hostalier, nommée membre du gouvernement.

### Élections de 1997
| Candidat       | Candidat                     | Parti          | Premier tour | Premier tour | Second tour | Second tour |  |
| Candidat       | Candidat                     | Parti          | Voix         | %            | Voix        | %           |  |
| -------------- | ---------------------------- | -------------- | ------------ | ------------ | ----------- | ----------- |  |
|                | Yves Durand élu              | PS             | 18 896       | 34,26        | 32 260      | 59,11       |  |
|                | Françoise Hostalier sortante | UDF (PPDF)     | 12 804       | 23,22        | 22 312      | 40,89       |  |
|                | Pascal Gannat                | FN             | 9 770        | 17,72        |             |             |  |
|                | Éric Bocquet                 | PCF            | 5 456        | 9,89         |             |             |  |
|                | Yves-Marie Bernier           | MPF (LDI)      | 1 861        | 3,37         |             |             |  |
|                | Hubert Sénéchal              | LO             | 1 712        | 3,1          |             |             |  |
|                | Jean-Louis Maniez            | Les Verts      | 1 534        | 2,78         |             |             |  |
|                | Jacqueline Montagne          | LT-LNÉ         | 946          | 1,72         |             |             |  |
|                | Patrick Genelle              | Divers droite  | 908          | 1,65         |             |             |  |
|                | Claudio Speziari             | US4J           | 702          | 1,27         |             |             |  |
|                | Charles Lemaire              | MÉI            | 559          | 1,01         |             |             |  |
|                |                              |                |              |              |             |             |  |
| Inscrits       | Inscrits                     | Inscrits       | 80 308       | 100,00       | 80 294      | 100,00      |  |
| Abstentions    | Abstentions                  | Abstentions    | 22 602       | 28,14        | 21 947      | 27,33       |  |
| Votants        | Votants                      | Votants        | 57 706       | 71,86        | 58 347      | 72,67       |  |
| Blancs et nuls | Blancs et nuls               | Blancs et nuls | 2 558        | 4,43         | 3 775       | 6,47        |  |
| Exprimés       | Exprimés                     | Exprimés       | 55 148       | 95,57        | 54 572      | 93,53       |  |

Le suppléant d'Yves Durand était Claude Hujeux, adjoint au maire d'Armentières.

### Élections de 2002
| Candidat       | Candidat                  | Parti             | Premier tour | Premier tour | Second tour | Second tour |  |
| Candidat       | Candidat                  | Parti             | Voix         | %            | Voix        | %           |  |
| -------------- | ------------------------- | ----------------- | ------------ | ------------ | ----------- | ----------- |  |
|                | Yves Durand sortant réélu | PS                | 17 369       | 33,53        | 24 237      | 50,82       |  |
|                | Philippe Waymel           | UMP               | 13 144       | 25,38        | 23 459      | 49,18       |  |
|                | Luc Pécharman             | FN                | 7 840        | 15,14        |             |             |  |
|                | Denis Vinckier            | UDF               | 3 212        | 6,2          |             |             |  |
|                | Éric Bocquet              | PCF               | 2 565        | 4,95         |             |             |  |
|                | Jean-Pierre Michaux       | Divers droite     | 1 609        | 3,11         |             |             |  |
|                | Philippe Crispyn          | Les Verts         | 1 229        | 2,37         |             |             |  |
|                | Claude Martin             | LO                | 863          | 1,67         |             |             |  |
|                | Jacqueline Montagne       | Divers écologiste | 670          | 1,29         |             |             |  |
|                | Marcel Verpoest           | LCR               | 617          | 1,19         |             |             |  |
|                | Laurent Boussemart        | RPF               | 574          | 1,11         |             |             |  |
|                | Patrick Genelle           | MPF               | 514          | 0,99         |             |             |  |
|                | Sandrine Hiltcher         | MNR               | 471          | 0,91         |             |             |  |
|                | Sabine Leurs              | CPNT              | 397          | 0,77         |             |             |  |
|                | Dominique-Jeanne Guillon  | Pôle républicain  | 393          | 0,76         |             |             |  |
|                | Pascal Fomine             | MÉI               | 176          | 0,34         |             |             |  |
|                | Michel Serale             | Divers écologiste | 153          | 0,3          |             |             |  |
|                |                           |                   |              |              |             |             |  |
| Inscrits       | Inscrits                  | Inscrits          | 84 290       | 100,00       | 84 288      | 100,00      |  |
| Abstentions    | Abstentions               | Abstentions       | 31 329       | 37,17        | 34 260      | 40,65       |  |
| Votants        | Votants                   | Votants           | 52 961       | 62,83        | 50 028      | 59,35       |  |
| Blancs et nuls | Blancs et nuls            | Blancs et nuls    | 1 165        | 2,2          | 2 332       | 4,66        |  |
| Exprimés       | Exprimés                  | Exprimés          | 51 796       | 97,8         | 47 696      | 95,34       |  |

Le suppléant d'Yves Durand était Claude Hujeux, maire d'Armentières.

### Élections de 2007
| Candidat       | Candidat                  | Parti          | Premier tour | Premier tour | Second tour | Second tour |  |
| Candidat       | Candidat                  | Parti          | Voix         | %            | Voix        | %           |  |
| -------------- | ------------------------- | -------------- | ------------ | ------------ | ----------- | ----------- |  |
|                | Philippe Waymel           | UMP            | 19 006       | 36,98        | 24 272      | 47,72       |  |
|                | Yves Durand sortant réélu | PS             | 17 906       | 34,84        | 26 588      | 52,28       |  |
|                | Brigitte Brame            | UDF–MoDem      | 3 088        | 6,01         |             |             |  |
|                | Nathalie Acs              | FN             | 3 076        | 5,98         |             |             |  |
|                | Éric Bocquet              | PCF            | 2 883        | 5,61         |             |             |  |
|                | Lise Daleux               | Les Verts      | 1 477        | 2,87         |             |             |  |
|                | Bérengère Michel          | MPF            | 991          | 1,93         |             |             |  |
|                | Jean Vancomerbeke         | LCR            | 890          | 1,73         |             |             |  |
|                | Priscilla Cherpin         | LT-LNÉ         | 580          | 1,13         |             |             |  |
|                | Claude Martin             | LO             | 548          | 1,07         |             |             |  |
|                | Sylvie Loeuil             | CPNT           | 463          | 0,9          |             |             |  |
|                | Didier Briquet            | MNR            | 374          | 0,73         |             |             |  |
|                | Frédéric Béague           | Divers         | 118          | 0,23         |             |             |  |
|                |                           |                |              |              |             |             |  |
| Inscrits       | Inscrits                  | Inscrits       | 86 867       | 100,00       | 86 870      | 100,00      |  |
| Abstentions    | Abstentions               | Abstentions    | 34 567       | 39,79        | 34 430      | 39,63       |  |
| Votants        | Votants                   | Votants        | 52 300       | 60,21        | 52 440      | 60,37       |  |
| Blancs et nuls | Blancs et nuls            | Blancs et nuls | 900          | 1,72         | 1 580       | 3,01        |  |
| Exprimés       | Exprimés                  | Exprimés       | 51 400       | 98,28        | 50 860      | 96,99       |  |

### Élections de 2012
| Candidat       | Candidat                  | Parti          | Premier tour | Premier tour | Second tour | Second tour |  |
| Candidat       | Candidat                  | Parti          | Voix         | %            | Voix        | %           |  |
| -------------- | ------------------------- | -------------- | ------------ | ------------ | ----------- | ----------- |  |
|                | Yves Durand sortant réélu | PS             | 18 766       | 39,49        | 25 420      | 58,11       |  |
|                | Thierry Pauchet           | NC (UMP)       | 12 563       | 26,44        | 18 321      | 41,89       |  |
|                | Nathalie Acs              | FN (RBM)       | 8 163        | 17,18        |             |             |  |
|                | Arnaud Marié              | PCF (FG) (GU)  | 3 438        | 7,23         |             |             |  |
|                | Lise Daleux               | EÉLV (MÉI)     | 1 797        | 3,78         |             |             |  |
|                | Yann Fournier             | MoDem (CpF)    | 1 151        | 2,42         |             |             |  |
|                | Camille Alapini           | PRV            | 480          | 1,01         |             |             |  |
|                | Priscilla Cherpin         | LT-LNÉ         | 465          | 0,98         |             |             |  |
|                | Fatima Abdellaoui         | LO             | 251          | 0,53         |             |             |  |
|                | Jean Vancomerbeke         | NPA            | 229          | 0,48         |             |             |  |
|                | Christophe Leroy          | AÉI            | 215          | 0,45         |             |             |  |
|                | David Bernardini          | AC             | 2            | 0,00         |             |             |  |
|                |                           |                |              |              |             |             |  |
| Inscrits       | Inscrits                  | Inscrits       | 90 402       | 100,00       | 90 403      | 100,00      |  |
| Abstentions    | Abstentions               | Abstentions    | 42 254       | 46,74        | 45 043      | 49,82       |  |
| Votants        | Votants                   | Votants        | 48 148       | 53,26        | 45 360      | 50,18       |  |
| Blancs et nuls | Blancs et nuls            | Blancs et nuls | 628          | 1,3          | 1 619       | 3,57        |  |
| Exprimés       | Exprimés                  | Exprimés       | 47 520       | 98,7         | 43 741      | 96,43       |  |

### Élections de 2017
Les élections législatives de 2017 ont eu lieu les dimanches 11 et 18 juin 2017.
À la suite de son entrée au gouvernement en décembre 2019, Laurent Pietraszewski est remplacé par sa suppléante, Florence Morlighem.
|                                                                     | |                           |                           |                          |                          |
|                                                                     | | Premier tour 11 juin 2017 | Premier tour 11 juin 2017 | Second tour 18 juin 2017 | Second tour 18 juin 2017 |
|                                                                     | |                           |                           |                          |                          |
|                                                                     | | Nombre                    | % des inscrits            | Nombre                   | % des inscrits           |
| Inscrits                                                            | Inscrits | 92 069                    | 100,00                    | 92 067                   | 100,00                   |
| Abstentions                                                         | Abstentions | 48 437                    | 52,61                     | 54 408                   | 59,10                    |
| Votants                                                             | Votants | 43 632                    | 47,39                     | 37 659                   | 40,90                    |
|                                                                     | |                           | % des votants             |                          | % des votants            |
| Bulletins blancs                                                    | Bulletins blancs | 553                       | 1,27                      | 2 846                    | 7,56                     |
| Bulletins nuls                                                      | Bulletins nuls | 279                       | 0,64                      | 1 101                    | 2,92                     |
| Suffrages exprimés                                                  | Suffrages exprimés | 42 800                    | 98,09                     | 33 712                   | 89,52                    |
|                                                                     | |                           |                           |                          |                          |
| Candidat Étiquette politique (partis et alliances)                  | Candidat Étiquette politique (partis et alliances)                                                                        | Voix                      | % des exprimés            | Voix                     | % des exprimés           |
|                                                                     | |                           |                           |                          |                          |
|                                                                     | Laurent Pietraszewski La République en marche                                                                             | 13 110                    | 30,63                     | 22 645                   | 67,17                    |
|                                                                     | Nathalie Acs Front national                                                                                               | 6 760                     | 15,79                     | 11 067                   | 32,83                    |
|                                                                     | Karine Charbonnier Les Républicains                                                                                       | 5 908                     | 13,80                     |                          |                          |
|                                                                     | Sébastien Polveche La France insoumise                                                                                    | 5 520                     | 12,90                     |                          |                          |
|                                                                     | Roger Vicot Parti socialiste                                                                                              | 4 460                     | 10,42                     |                          |                          |
|                                                                     | Arnaud Marié Parti communiste français (Front de gauche)                                                                  | 1 762                     | 4,12                      |                          |                          |
|                                                                     | Lise Daleux Europe Écologie Les Verts                                                                                     | 1 743                     | 4,07                      |                          |                          |
|                                                                     | Denis Vinckier Divers droite                                                                                              | 891                       | 2,08                      |                          |                          |
|                                                                     | Priscilla Cherpin Écologiste (Confédération pour l'homme, l'animal et la planète)                                         | 852                       | 1,99                      |                          |                          |
|                                                                     | Christophe Devliegher Debout la France                                                                                    | 589                       | 1,38                      |                          |                          |
|                                                                     | Fatima Abdellaoui Lutte ouvrière                                                                                          | 321                       | 0,75                      |                          |                          |
|                                                                     | Jean-François Plouvier Écologiste (Mouvement écologiste indépendant - Confédération pour l'homme, l'animal et la planète) | 246                       | 0,57                      |                          |                          |
|                                                                     | Marceline Boyeldieu Divers (Union populaire républicaine)                                                                 | 231                       | 0,54                      |                          |                          |
|                                                                     | Yahya Benasaïd Écologiste (Une France unie diverse et solidaire)                                                          | 182                       | 0,43                      |                          |                          |
|                                                                     | Florian Leroy Extrême gauche (Parti ouvrier indépendant démocratique)                                                     | 171                       | 0,40                      |                          |                          |
|                                                                     | Corentin Devos Divers (Allons enfants)                                                                                    | 52                        | 0,12                      |                          |                          |
|                                                                     | Dominique Chombeau Régionaliste (La décroissance)                                                                         | 1                         | 0,00                      |                          |                          |
|                                                                     | Brigitte Parnaudeau Divers droite (Parti chrétien-démocrate)                                                              | 1                         | 0,00                      |                          |                          |
| Source : Ministère de l'Intérieur - Onzième circonscription du Nord | |                           |                           |                          |                          |

### Élections de 2022
Les élections législatives françaises de 2022 se déroulent les dimanches 12 et 19 juin 2022.
|                                                                                 |                                                                             |                           |                           |                          |                          |
|                                                                                 |                                                                             | Premier tour 12 juin 2022 | Premier tour 12 juin 2022 | Second tour 19 juin 2022 | Second tour 19 juin 2022 |
|                                                                                 |                                                                             |                           |                           |                          |                          |
|                                                                                 |                                                                             | Nombre                    | % des inscrits            | Nombre                   | % des inscrits           |
| Inscrits                                                                        | Inscrits                                                                    | 94 411                    | 100                       | 94 445                   | 100                      |
| Abstentions                                                                     | Abstentions                                                                 | 50 851                    | 53,86                     | 52 275                   | 55,35                    |
| Votants                                                                         | Votants                                                                     | 43 560                    | 46,14                     | 42 170                   | 44,65                    |
|                                                                                 |                                                                             |                           | % des votants             |                          | % des votants            |
| Bulletins blancs                                                                | Bulletins blancs                                                            | 490                       | 1,12                      | 1 824                    | 4,33                     |
| Bulletins nuls                                                                  | Bulletins nuls                                                              | 233                       | 0,53                      | 993                      | 2,35                     |
| Suffrages exprimés                                                              | Suffrages exprimés                                                          | 42 837                    | 98,34                     | 39 353                   | 93,32                    |
|                                                                                 |                                                                             |                           |                           |                          |                          |
| Candidat Étiquette politique (partis et alliances)                              | Candidat Étiquette politique (partis et alliances)                          | Voix                      | % des exprimés            | Voix                     | % des exprimés           |
|                                                                                 |                                                                             |                           |                           |                          |                          |
|                                                                                 | Roger Vicot Nouvelle Union populaire écologique et sociale Parti socialiste | 15 178                    | 35,43                     | 22 143                   | 56,27                    |
|                                                                                 | Laurent Pietraszewski* Ensemble                                             | 10 953                    | 25,57                     | 17 210                   | 43,73                    |
|                                                                                 | Maxime Moulin Rassemblement national                                        | 7 355                     | 17,17                     |                          |                          |
|                                                                                 | Michel Plouy Union de la droite et du centre                                | 3 765                     | 8,79                      |                          |                          |
|                                                                                 | Priscilla Cherpin Tous unis pour le vivant (Le Trèfle)                      | 1 935                     | 4,52                      |                          |                          |
|                                                                                 | Eddy Casterman Reconquête                                                   | 1 438                     | 3,36                      |                          |                          |
|                                                                                 | Sophie Goudenhooft Parti animaliste                                         | 984                       | 2,30                      |                          |                          |
|                                                                                 | Carole Bailleul Lutte ouvrière                                              | 590                       | 1,38                      |                          |                          |
|                                                                                 | Pascal Gollet-Muret Debout la France                                        | 403                       | 0,94                      |                          |                          |
|                                                                                 | Sebastien Fiey Le Mouvement de la ruralité                                  | 236                       | 0,55                      |                          |                          |
| Source : Ministère de l'Intérieur - Nord (59) - 11ème circonscription           |                                                                             |                           |                           |                          |                          |
| * Député élu en 2017 (a quitté la fonction en 2020 pour entrer au gouvernement) |                                                                             |                           |                           |                          |                          |

### Élections de 2024
Député sortant : Roger Vicot (Parti socialiste)
| Candidat                 | Candidat                 | Parti et coalition       | Nuance                   | Premier tour | Premier tour | Second tour | Second tour |
| Candidat                 | Candidat                 | Parti et coalition       | Nuance                   | Voix         | %            | Voix        | %           |
| ------------------------ | ------------------------ | ------------------------ | ------------------------ | ------------ | ------------ | ----------- | ----------- |
|                          | Roger Vicot              | PS (NFP)                 | UG                       | 22 809       | 38,49        | 33 740      | 61,25       |
|                          | Maxime Moulin            | RN                       | RN                       | 18 650       | 31,47        | 21 347      | 38,75       |
|                          | Ingrid Brûlant-Fortin    | RE (ENS)                 | ENS                      | 16 559       | 27,94        | Retrait     | Retrait     |
|                          | Carole Bailleul          | LO                       | EXG                      | 778          | 1,31         |             |             |
|                          | Jonathan Wilson          | PT                       | EXG                      | 450          | 0,76         |             |             |
|                          | Robin Coupigny           | NPA-R                    | EXG                      | 17           | 0,03         |             |             |
|                          |                          |                          |                          |              |              |             |             |
| Suffrages exprimés       | Suffrages exprimés       | Suffrages exprimés       | Suffrages exprimés       | 59 263       | 97,45        | 55 087      | 92,08       |
| Votes blancs             | Votes blancs             | Votes blancs             | Votes blancs             | 1 047        | 1,72         | 3 688       | 6,16        |
| Votes nuls               | Votes nuls               | Votes nuls               | Votes nuls               | 504          | 0,83         | 1 052       | 1,76        |
| Total                    | Total                    | Total                    | Total                    | 60 814       | 100          | 59 827      | 100         |
| Abstention               | Abstention               | Abstention               | Abstention               | 32 377       | 34,74        | 33 404      | 35,83       |
| Inscrits / participation | Inscrits / participation | Inscrits / participation | Inscrits / participation | 93 191       | 65,26        | 93 231      | 64,17       |